# Pavel Grigorjevič Česnokov
Pavel Grigorjevič Česnokov (rusky Па́вел Григо́рьевич Чесноко́в; 12. říjnajul./ 24. října 1877greg., Zvěnigorodský ujezd, Moskevská gubernie – 14. března 1944, Moskva) byl ruský hudební skladatel, sbormistr, autor mnoha pravoslavných sborových duchovních skladeb.

## Životopis
Narodil se poblíž města Voskresenska (dnes Istra) v rodině venkovského sbormistra. Všechny děti v rodině byly hudebně nadány a všichni bratři Česnokovovi se v různé době absolvovali moskevský Synodální institut chrámového zpěvu (diplomovanými regenschori se stali tři z nich, Michail, Pavel a Alexandr).

### Vzdělání a činnost
V roce 1895 Česnokov zakončil studium na Synodálním semináři s vyznamenáním. Poté studoval skladbu u S. I. Tanějevа, G. E. Konjuse a M. M. Ippolitova-Ivanova. Po studiích pracoval na několika moskevských školách: v letech 1895 až 1904 přednášel v Synodálním semináři a v letech 1901 až 1904 byl pomocným sbormistrem Synodálního sboru. V letech 1916 až 1917 řídil kapelu Ruského sborového sdružení.
V roce 1917 Česnokov získal diplom na moskevské konzervatoři P. I. Čajkovského v oborech skladba a dirigentství.
Na počátku 20. století se Česnokov začínal prosazovat jako sbormistr a skladatel duchovní hudby. Dlouhou dobu řídil sbor chrámu Nejsvětější Trojice na Grjazach (na ulici Pokrovka), v letech 1917 až 1928 řídil sbor kostela Vasilije Neoksarijského na Tverské ulici. Pracoval ještě s dalšími tělesy a pořádal duchovní koncerty. Jeho skladby se staly součástí Synodálního sboru a dalších významných těles.
Po říjnové revoluci Pavel Česnokov řídil Státní akademický sbor, byl sbormistrem Velkého divadla. Od roku 1920 do konce svého života vyučoval dirigentství a sbormistrovství na moskevské konzervatoři. Po roce 1928 byl donucen vzdát se činnosti sbormistra a skladbu duchovní hudby. V roce 1940 vydal monumentální dílo na téma práce se sborem „Sbor a jeho řízení“ (Хор и управление им).

## Konec života a smrt

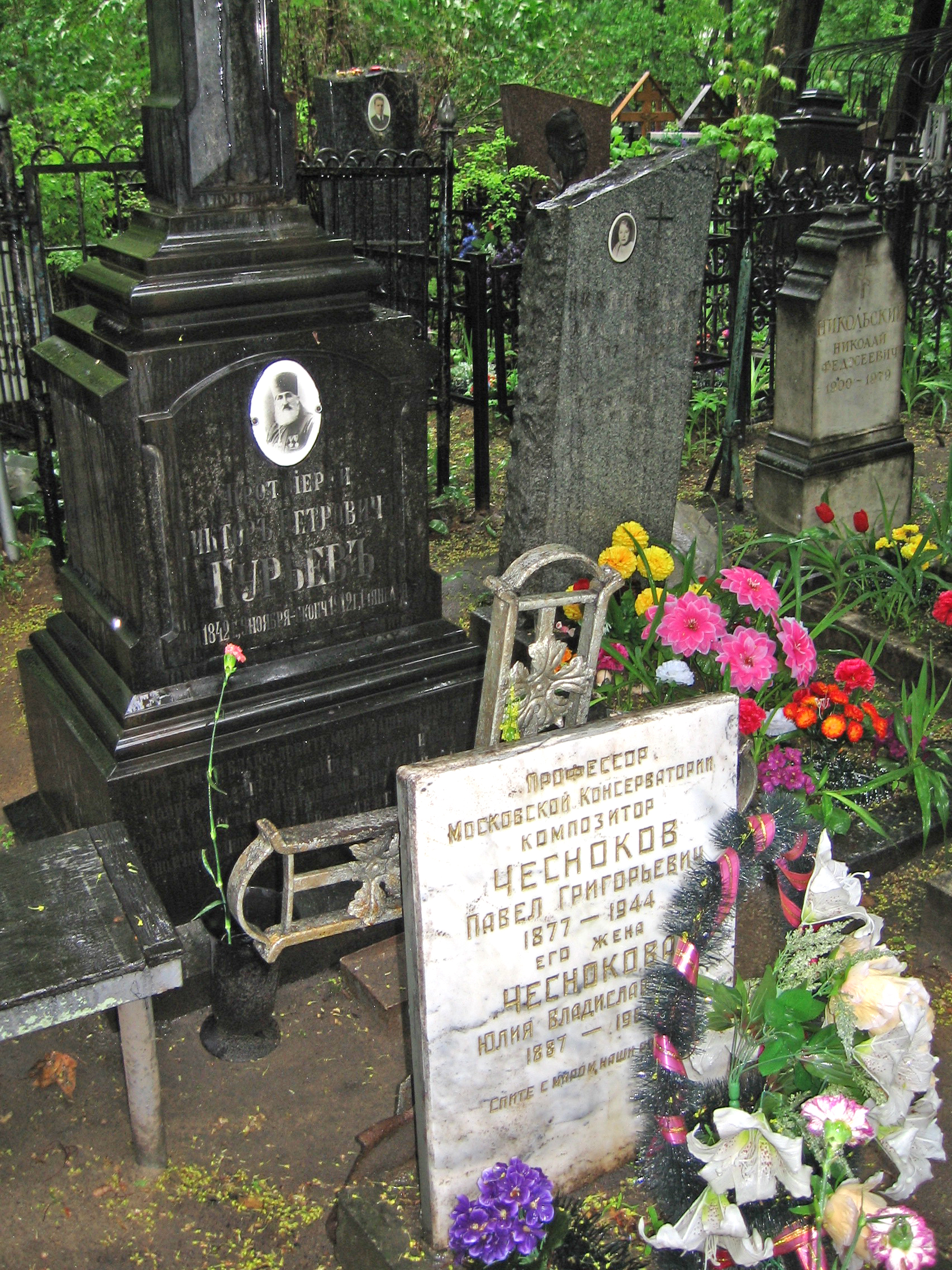
Hrob na Vagaňkovském hřbitově

Pavel Grigorjevič Česnokov zemřel v Moskvě 14. března 1944 a byl pochován na Vagaňkovském hřbitově.